# Albiano de Manzicerta
Albiano (em latim: Albianus; em armênio/arménio: Աղբիանոս; romaniz.: Ałbianos) foi um clérigo armênio do século IV, cuja carreira é obscura e confusa. Se sabe que seus descendentes, os albiânidas, formaram uma linhagem de bispos que ascenderiam à posição de católico da Igreja Apostólica Armênia, intercalando com os gregóridas (descendentes de Gregório, o Iluminador).

## Vida

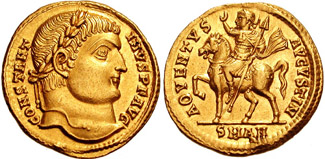
Soldo de Constantino r.

Albiano nasceu em data e lugar incertos. De acordo com Agatângelo, tinha jurisdição como bispo sobre as terras junto ao Eufrates por designação de Gregório logo após a cristianização da Armênia (314), bem como o coloca como supervisor da corte real na ausência de Gregório e companheiro de Aristácio como bispo da Grande Armênia no Primeiro Concílio de Niceia convocado em 325 pelo imperador Constantino (r. 306–337); noutra versão do texto de Agatângelo, porém, não é citado como envolvido no concílio de Niceia, e seu nome não está nas listas conciliares. Com base nisso, G. Garitte coloca que houve ao menos duas pessoas, um Albiano que era bispo de Bagrauandena e das regiões do Eufrates, e outro Álbio que era supervisor eclesiástico da corte real, enquanto Nicholas Adontz afirma que na verdade era apenas uma pessoa e que foi o progenitor de uma linhagem eclesiástica que se opôs aos gregóridas no século IV. Nas Histórias Épicas de Fausto, o Bizantino, é dito que teria recebido Manzicerta e as terras no entorno do Eufrates mais tarde do que Agatângelo afirmou, como recompensa por uma missão junto às famílias Ordúnio e Manavázio, que é omitida pelas demais fontes.
Tanto Fausto como Moisés de Corene colocam que Isaque, Hesíquio II, Zaveno e Aspuraces eram seus descendentes, e todos assumiram a posição de católico da Igreja Apostólica Armênia, intercalando com católicos advindos da família gregórida. De acordo com Nina Garsoïan, caso tenham ocupado a posição de supervisores eclesiásticos da corte, seu apoio ao programa de arianização da Armênia encabeçado pela dinastia arsácida reinante no século IV poderia justificar a rivalidade com os gregóridas "ortodoxos". Seja como for, a posição de Albiano era extremamente elevada em vida, pois é definido por Agatângelo como "o outro bispo" (em oposição a Gregório) da Armênia e Fausto diz que teve papel proeminente junto do rei e do católico.